# Condado de Hickory
El condado de Hickory (en inglés: Hickory County), fundado en 1845, es uno de 114 condados del estado estadounidense de Misuri. En el año 2008, el condado tenía una población de 5,351 habitantes y una densidad poblacional de 4 personas por km². La sede del condado es Hermitage. El condado recibe su nombre debido al sobrenombre <<Old Hickory>> del Presidente Andrew Jackson.

## Geografía
Según la Oficina del Censo, el condado tiene un área total de 1066 km² (411,6 mi²), de la cual 1032 km² (398,5 mi²) es tierra y 34 km² (13,1 mi²) (3.18%) es agua.

### Condados adyacentes
- Condado de Benton (norte)
- Condado de Camden (este)
- Condado de Dallas (sureste)
- Condado de Polk (sur)
- Condado de St. Clair (oeste)

## Demografía
Según la Oficina del Censo en 2000, los ingresos medios por hogar en el condado eran de $25,346, y los ingresos medios por familia eran $28,779. Los hombres tenían unos ingresos medios de $22,679 frente a los $17,610 para las mujeres. La renta per cápita para el condado era de $13,536. Alrededor del 19.70% de la población estaban por debajo del umbral de pobreza.

## Transporte

### Carreteras principales
- U.S. Route 54
- U.S. Route 65
- Ruta 83
- Ruta 123

## Localidades
| - Cross Timbers - Hermitage | - Pittsburg - Preston | - Quincy - Weaubleau | - Wheatland |  |